# Temple of Low Men
Temple of Low Men è il secondo album in studio del gruppo musicale rock australiano Crowded House, pubblicato nel 1988.

## Tracce
1. I Feel Possessed – 3:48
2. Kill Eye – 3:14
3. Into Temptation – 4:33
4. Mansion in the Slums – 3:45
5. When You Come – 4:45
6. Never Be the Same – 4:28
7. Love This Life – 3:36
8. Sister Madly – 2:52
9. In the Lowlands – 3:56
10. Better Be Home Soon – 3:07

## Formazione
- Neil Finn - voce, chitarra
- Nick Seymour - basso, cori
- Paul Hester - batteria, cori

## Classifiche
| Classifica    | Posizione raggiunta |
| ------------- | ------------------- |
| Australia     | 1                   |
| Canada        | 10                  |
| Nuova Zelanda | 2                   |
| Regno Unito   | 138                 |
| Stati Uniti   | 40                  |